# Inge Borkh
Inge Borkh, nata Ingeborg Simon (Mannheim, 26 maggio 1921 – Stoccarda, 26 agosto 2018), è stata un soprano tedesco naturalizzato svizzero.

## Biografia
Iniziò l'attività artistica come attrice e danzatrice, attitudini che le risultarono utili cantando poi nel teatro d'opera. Divenne nota per la sua voce e l'intensità drammatica della sua recitazione, "attrice cantante" molti anni prima che il termine venisse usato comunemente.
Studiò canto a Milano e debuttò nel 1940 all'Opera di Lucerna nel ruolo di Czipra nell'operetta Lo zingaro barone di Johann Strauss. Rimase in Svizzera fino al 1951, dove cantò il ruolo di Magdanella nella prima esecuzione in lingua tedesca del Console di Gian Carlo Menotti, rappresentata a Basilea. Questo evento la fece assurgere a cantante internazionale e le aprì le porte dei più famosi teatri d'opera come quelli di Vienna, Monaco di Baviera, Berlino, Londra, New York e San Francisco.
Ebbe grandi successi nei principali ruoli operistici come in Aida e Macbeth (Verdi); Tosca e Turandot (Puccini); Fidelio (Beethoven); Medea (Cherubini); come Elsa, Sieglinde e Senta (Wagner); come Elena nell'Elena egizia di Richard Strauss e sia come Imperatrice che come Moglie del tintore nella Donna senz'ombra dello stesso autore; Euryanthe (Weber); Antigone (Carl Orff). Ma i suoi cavalli di battaglia furono Salomè ed Elektra. Non girò alcun film, nonostante il suo passato di attrice, ma molte delle sue interpretazioni vennero registrate su disco, sia come opere complete sia come brani singoli. Fra le opere complete figurano Antigone, Turandot, Ifigenia, Elektra e Salomè.
La Borkh fu uno dei più famosi soprani drammatici degli anni cinquanta e sessanta. Su CD esistono registrazioni di scene da Elektra e Salomè dirette da Fritz Reiner negli anni cinquanta (RCA 09026 68636-2) e la versione del 1960 di Elektra con la Sächsische Staatskapelle Dresden Opera Chorus e Orchestra diretta da Karl Böhm (Deutsche Grammophon 445 329-2). 
Si ritirò dalle scene nel 1973 dopo sette recite di Elektra al Teatro Massimo di Palermo e tornò brevemente a fare l'attrice di teatro recitando in lingua tedesca. Tornò poi a cantare in un concerto di cabaret, che venne registrato, intitolato Inge Borkh singt ihre Memoiren e disponibile su CD dell'etichetta Preiser.
Era sposata col basso-baritono iugoslavo Alexander Welitsch (1906–1991).

## Repertorio
| Ruolo                            | Titolo                  | Autore           |
| -------------------------------- | ----------------------- | ---------------- |
| Leonora                          | Fidelio                 | Beethoven        |
| Elisabetta I                     | Gloriana                | Britten          |
| Medea                            | Medea                   | Cherubini        |
| Martha                           | Tiefland                | d'Albert         |
| Clitennestra Ifigenia            | Ifigenia in Aulide      | Gluck            |
| Magdanella                       | Il console              | Menotti          |
| Antigone                         | Antigonae               | Orff             |
| Floria Tosca                     | Tosca                   | Puccini          |
| Turandot                         | Turandot                | Puccini          |
| Silvana                          | La fiamma               | Respighi         |
| Mona Fiordalisa                  | Mona Lisa               | Schillings       |
| Czipra                           | Lo zingaro barone       | Strauss, Johann  |
| Salomè                           | Salomè                  | Strauss, Richard |
| Elettra                          | Elettra                 | Strauss, Richard |
| L'Imperatrice La moglie di Barak | La donna senz'ombra     | Strauss, Richard |
| Elena                            | Elena egizia            | Strauss, Richard |
| Lady Macbeth                     | Macbeth                 | Verdi            |
| Amelia                           | Un ballo in maschera    | Verdi            |
| Aida                             | Aida                    | Verdi            |
| Senta                            | L'olandese volante      | Wagner           |
| Elsa di Brabante                 | Lohengrin               | Wagner           |
| Freia                            | L'oro del Reno          | Wagner           |
| Sieglinde                        | La Valchiria            | Wagner           |
| Gutrune                          | Il crepuscolo degli dei | Wagner           |
| Agathe                           | Il franco cacciatore    | Weber            |
| Eglantine                        | Euryanthe               | Weber            |

## Discografia
- Orff: Antigonae - Carlos Alexander/Claudia Hellmann/Ferdinand Leitner/Fritz Uhl/Inge Borkh/Bavarian Radio Symphony Orchestra, 2007 Deutsche Grammophon
- Puccini, Turandot - Erede/Borkh/Tebaldi/Del Monaco, 1955 Decca/Discover/Urania/Documents
- Strauss: Scenes from Elektra & Salome - Fritz Reiner/Chicago Symphony Orchestra/Chicago Lyric Theatre Chorus/Frances Yeend/Paul Schöffler/Daniel Guss/Inge Borkh, 1972 Sony BMG
- Wagner: Das Rheingold - Gustav Neidlinger/Orchester der Bayreuther Festspiele/Werner Uhde/Ira Malaniuk/Werner Faulhaber/Wolfgang Windgassen/Erich Witte/Herta Töpper/Hanna Ludwig/Erika Zimmermann/Ludwig Weber/Inge Borkh/Josef Greindl/Paul Kuen/Melanie Bugarinovic, Zyx
- Inge Borkh, Preiser